# فيلهلم أوبيرت
فيلهلم أوبيرت (بالنرويجية البوكمول: Vilhelm Aubert)‏ هو عالم اجتماع وبروفيسور ومحامي نرويجي، ولد في 7 يونيو 1922 في أوسلو في النرويج، وتوفي في 19 يوليو 1988.